# Fulvarba fulvescens
Fulvarba fulvescens är en fjärilsart som beskrevs av George Francis Hampson 1910. Fulvarba fulvescens ingår i släktet Fulvarba och familjen nattflyn. Inga underarter finns listade i Catalogue of Life.